# Macrothele hunanica
Macrothele hunanica là một loài nhện trong họ Hexathelidae. Loài này phân bố ở Trung Quốc.